# Gallamine triethiodide
Gallamine triethiodide (Flaxedil) là thuốc giãn cơ không khử cực. Nó hoạt động bằng cách kết hợp với các vị trí thụ thể cholinergic trong cơ và ngăn chặn cạnh tranh hoạt động truyền của acetylcholine. Gallamine là một loại thuốc chẹn không khử cực vì nó liên kết với thụ thể acetylcholine nhưng không có hoạt tính sinh học của acetyl choline. Gallamine triethiodide có tác dụng đối giao cảm đối với dây thần kinh phế vị tim, gây ra nhịp tim nhanh  và đôi khi tăng huyết áp. Liều rất cao gây giải phóng histamine.  
Gallamine triethiodide thường được sử dụng để ổn định các cơn co thắt cơ trong quá trình phẫu thuật.
Nó được phát triển bởi Daniel Bovet vào năm 1947.
Dược phẩm này không còn được bán trên thị trường Hoa Kỳ, theo FDA Orange Book. 

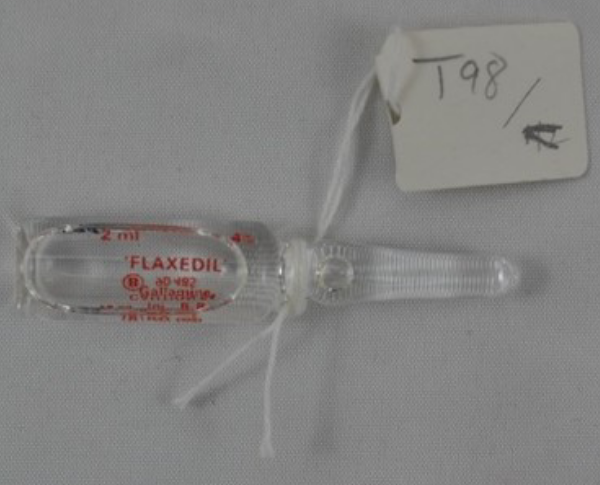
Một ống gallamine.